# ドリームタイド
ドリームタイド（Dreamtide, 2001年-）は、ドイツのハードロックバンド。
前身であるフェア・ウォーニングのギタリスト、ヘルゲ・エンゲルケ（Helge Engelke）が中心となって結成した。その他のメンバーはオラフ･ゼンクバイル（Olaf Senkbeil, ボーカル）、元THUNDERHEADのオーレ･ヘンペルマン（Ole Hempelmann, ベース）、フェア・ウォーニングのメンバーであるC・C・ベーレンス（C・C・Behrens, ドラム）、フェア・ウォーニングのツアーメンバーであるトーステン･リューダーヴァルト（Torsten Luederwaldt, キーボード）。

## 来歴
2000年にフェア・ウォーニングが日本公演の後に解散。ライブの後、いつもの通り曲を作り始めていたヘルゲは、自分の曲を発表する為のバンドが必要と考え、カバーバンドのボーカルをやっていたオラフ・ゼンクバイル、10年来の親友であり、フェア･ウォーニングのツアーメンバーであったキーボードのトーステン・リューダーヴァルト、暇を持て余していたフェア・ウォーニングの元ドラマー、C・C・ベーレンス、元サンダーヘッドのオーレ・ヘンペルマンを誘い、ドリームタイドを結成。
2001年、シングル「What you believe in」を出した後、デビューアルバム『HERE COMES THE FLOOD』を発表。*2003年、2ndアルバム『DREAMS FOR THE DARING』をリリース。
2008年、3rdアルバム『DREAM AND DELIVER』をリリース。なお、このアルバムではベースのオーレ・ヘンペルマンが個人的な理由で参加不能となったため、元スコーピオンズのフランシス・ブッフホルツが代役として参加。

## メンバー
- ヘルゲ・エンゲルケ（Helge Engelke）guitar
- オラフ･ゼンクバイル（Olaf Senkbeil）vocals
- オーレ･ヘンペルマン（Ole Hempelmann）Bass
- C・C・ベーレンス（C・C・Behrens）drums
- トーステン･リューダーヴァルト（Torsten Luederwaldt）keyboards

## アルバム
1. HERE COMES THE FLOOD (2001)
2. DREAMS FOR THE DARING (2003)
3. DREAM AND DELIVER (2008)

## 関連事項
- フェア・ウォーニング